# Martellidendron karaka
Martellidendron karaka là một loài thực vật có hoa trong họ Dứa dại. Loài này được (Martelli) Callm. mô tả khoa học đầu tiên năm 2003.